# 228-я стрелковая дивизия (1-го формирования)
228-я стрелковая дивизия (228 сд) — воинское соединение Вооружённых Сил СССР, принимавшее участие в Великой Отечественной войне.
Боевой период — 22 июня — 27 декабря 1941 года

## История
Дивизия была сформирована в марте 1941 года в Киевском Особом военном округе.
16 июня 1941 года дивизия получила приказ штаба 36-го стрелкового корпуса выступить учебным маршем по маршруту Житомир — Барановка — Шепетовка — Славута — Острог — Дубно. 18 числа она выступила ночным маршем по указанному маршруту. На этот момент её укомплектованность личным составом составляла 60 %. В вооружении имелся значительный недокомплект, особенно в части артиллерии и средств связи.
О нападении Германии в дивизии узнали на марше вечером 22 июня. На следующий день 228 сд получила приказ форсированным маршем выйти к утру 25 июня в район Хорупани, Палчи и Александровки и занять оборону по реке Стырь на участке Торговица — Пляшевая. Однако 24 числа пришёл новый приказ, согласно которому к утру 25-го числа она должна была выйти на рубеж р. Иква на участке Торговица — Муравица — Млинов и, отчистив эти населённые пункты от немецких десантов, продолжать выполнять поставленную ранее задачу.
К утру 25 июня части дивизии вышли в заданный район и, ворвавшись в Дубно, Муравицу и Млинов, завязали бой с немецким десантом и «местными фашистскими отрядами». К исходу дня немцам удалось вытеснить бойцов дивизии из указанных населённых пунктов. В ночь на 26 число они предприняли новую атаку, в результате которой 767 сп смог захватить Млинов и Муравицу, однако во второй половине дня он вновь был выбит противником из занятых сёл. 799 сп, атаковавший Дубно, не смог выполнить задачу и потерял при этом до одной роты личного состава.
27 июня в связи с высадкой немцами десантов в Ровно и Мизоче оказалась в полукольце. Не имея связи с командованием с 25 числа, она была вынуждена начать отход на Жорнов и Здолбунов. В результате отступления она потеряла всю гаубичную и лёгкую дивизионную артиллерию, миномёты, половину станковых пулемётов и до 50 % личного состава. В 799 сп потери доходили до 75 % бойцов. Помимо этого, дивизия утратила всё штабное имущество, средства связи, полковую и батальонную артиллерию.
В Здолбунове дивизии не удалось пополнить запас боеприпасов, поэтому она начала отход на рубеж Гоща — Острог. 30 июня 795 сп перешёл р. Горынь в районе с. Вильгор и занял обороны на участке Завызов — Григоровка. 767 сп отошёл в лес севернее Славуты, 799 сп в район Аннополя. Медсанбат и автотранспортный батальон дивизии оторвался от остальной дивизии и во время следования через Шепетовку был направлен военным комендантом в Житомир.
1 июля в Шепетовке начальнику I отделения штаба дивизии майору Иванченко было приказано из штаба фронта собрать разрозненные части дивизии и сосредоточить их у Новограда-Волынского в Александровском лагере. К исходу дня ему удалось установить связь со всеми подразделениями дивизии, кроме медсанбата, оаб и осб, который ранее был направлен в распоряжение Новоград-Волынского Ура.
2 июля комдив отдал приказ всем частям сосредоточиться в районе Аннополя, но выполнить приказ они не успели. 795 сп, прикрывавший р. Горынь на участке Завызов — Могиляны, не выдержал напора немцев и отошёл на Аннополь, затем на Берездов. 799 сп, потеряв под Берездовым до батальона личного состава, оказался в полукольце, в результате чего был вынужден отойти на Новоград-Волынский, не дожидаясь подхода остальных частей дивизии. Подходившие к Аннополю остальные части дивизии наткнулись у Берездова на противника и, уклонившись от боя, ушли в район Новоград-Волынского, за исключением 795 сп, двинувшегося в направлении Мархлевска, осб, ушедшего в неизвестном направлении, 366 гап и 669 лап, которые направились на формирование в Бровары.
Утром 3 июля дивизии был отдан приказ оборонять Новоград-Волынский УР, после чего 767 сп занял оборону на рубеже Александровка — Наталевка — Мочихвост — Лидовка, 799 сп на рубеже Смолка — Суслы — (иск.) Стриева — Лубчицы. В этот же день из Житомира вернулись атб и медсанбат дивизии. 767 и 799 сп, получив по одному батальону пополнения, до 6 июля упорно отстаивали свой участок обороны. 7 числа после взрыва всех мостов через р. Случь 228 сд получила приказ занять оборону на её восточном берегу. Выполняя приказ, её подразделения вплавь переправились через реку. При этом им пришлось оставить обоз, автомашины и всю полковую и батальонную артиллерию.
За период с 3 по 7 июля 767 и 799 сп потеряли убитыми, раненными и без вести пропавшими до батальона личного состава. 8 июля в связи с прорывом танков и мотопехоты противника в районе Гульска 228 сд было приказано произвести перегруппировку. В результате этого к концу дня 767 сп вышел к южной окраине Новой Романовки, а 799 сп к юго-восточной окраине Романовки. 9 июля в связи с угрозой окружения 228 сд было приказано отойти на рубеж Старая Гута — Вербы для прикрытия коростенского направления. К исходу дня 767 сп сосредоточился у с. Старая Гута, а 799 сп у с. Вербы. При отходе полки потеряли до роты личного состава.
Утром 10 июля 228 сд поступила в распоряжение 31-го стрелкового корпуса, имея приказ начать наступление в направлении Новоград-Волынского. К вечеру она вышла на рубеж Фёдоровка — Ужачин — Сергеевка. На следующий день дивизия продолжила наступление, но к вечеру противник остановил её продвижение и вынудил окопаться на рубеже Ужачинская Гута — лес западнее Фёдоровки. Эти позиции она удерживала до 13 числа.
13 июля 767 сп было приказано поступить в подчинение командира 193 сд и вместе с ней наступать в направлении Фёдоровка — Сергеевка. 799 сп должен был наступать вдоль железной дороги на Новоград-Волынский. К концу дня он вышел к Могилёвке, потеряв при этом 160 человек убитыми и ранеными; 767 сп достиг рубежа Новозелёное — Катюха, потеряв 40 человек. На следующий день 767 сп продолжил наступать, а 799 сп занял тыловой оборонительный район 31 ск на рубеже Симоны — Бастова Рудня — высотка юго-восточнее Андреевичей.
15 июля 799 сп был выведен на оборонительный рубеж Майдан Кулешевский. Части дивизии продолжали находиться на фронте в составе 193 и 195 стрелковых дивизий вплоть до 20 июля. К этому времени как в 799, так и 767 сп осталось всего по одной роте личного состава.
20 числа 228 сд была передана в подчинение 15 ск, в неё вливались остатки 737 и 748 сп 206-й стрелковой дивизии. На следующий день она получила приказ занять оборону на участке устье р. Ризни — Дуброва, что было осуществлено подразделениями 737 и 748 сп. 23 июня 799 сп был выдвинут в с. Пирожки, откуда на следующий день он в составе 135 сд повёл наступление на Малин.
25 числа 748 сп фактически влился в состав 799 сп, а бойцы 737 сп пополнили ряды 767 сп, благодаря чему дивизия получила увеличение в личном составе до 1000 человек. Этой же ночью дивизия, выполняя приказ штаба корпуса, выдвинулся на исходные позиции для атаки противника. 767 сп прибыл к утру в район Ризни и, заняв к 9.00 Пенизевичи и Ялцовку, повёл наступление на Городище. 799 сп продолжал наступление в составе 45 сд на Малин. В результате наступления в его рядах осталось всего 45 человек, в связи с чем в ночь на 30 июля он был выведен из боя и сосредоточен в районе Лумли. Следующей ночью прибыл после приведения себя в порядок 795 сп дивизии. 767 сп в это время оборонял порученный участок на рубеже р. Ирша.
Утром 31 июля немцы перешли в наступление, в результате которого 41 и 45 сд, начали отход от Малина. 228 сд к концу дня, оказавшись в полукольце противника, также была вынуждена отойти за р. Ризня на рубеж Лумля — Ризня — Зарудье, который она удерживала в течение последующих двух недель. На момент отхода за Ризню в полках дивизии в строю осталось всего по одному батальону личного состава. Из вооружения в наличии имелось 5 полковых пушек (3 из них без панорам), девять 45-мм орудий, восемь 120-мм миномётов (без боеприпасов), 2 батальонных и 13 ротных миномётов, 16 станковых и 63 ручных пулемёта.
13 августа 22-й механизированный корпус, в который была включена 228 сд, имея заслон у Зарудье, укрепился ко фронте (иск.) Гуска — Новые Воробьи — Рудня Воробьёвская — Любовичи — Ялцовка.
21 августа командование ЮЗФ начало отвод 5-й армии за Днепр. Вечером этого дня 228 сд выступила по маршруту Крапивня — Чернобыль — Навозы — Сапонова Гута. 29 числа дивизия, оттеснённая к исходу предыдущего дня на Новый Глыбов, предприняла контратаку на противника.
На конец 1 сентября 228 сд, переданная в конце августа в состав 37-й армии, продолжала оборонять южную окраину с. Новый Глыбов. 3 числа правофланговые части армии перешли в наступление в районе Ошитки и Окуниново. К началу наступления её 795 сп занимал западную опушку рощи в одном километре восточнее с. Сорокошичи, а 767 сп находился в 2 км юго-западнее с. Косачёвка. 5 сентября противник оттеснил 228 сд к с. Максим, где она заняла позиции для обороны переправы через Десну.
9 сентября 228 сд, к этому моменту вновь переподчинённая 5-й армии, уничтожив переправу, отошла на восточный берег Десны и заняла оборону на рубеже Надиновка — Максим. На следующий день она находилась на участке безымянное озеро в 3 км юго-восточнее Гнилушы — озеро Бубнов.
К 10 сентября 5-я армия, ведшая тяжёлые бои, оказалась частью сил в окружении, другие части с трудом сдерживали напор противника. 228 сд в этот момент находилась у с. Олишевка.
5-я армия, пытаясь всеми силами задержать наступление немцев, стремящихся охватить её фланги и выйти в тыл армии, несла большие потери. К 14 сентября 228 сд оказалась в окружении в лесу севернее и северо-западнее с. Иржавец. На следующий день подвижные соединения 1-й и 2-й танковых групп противника соединились в районе Лохвицы, завершив окружение значительной части войск ЮЗФ. При ликвидации киевского котла дивизия была уничтожена. Её официальное расформирование произошло лишь в конце декабря 1941 года.

## Состав
- 767-й стрелковый полк
- 795-й стрелковый полк
- 799-й стрелковый полк
- 669-й [лёгкий] артиллерийский полк
- 366-й гаубичный артиллерийский полк
- 10-й отдельный истребительно-противотанковый дивизион
- 9-й отдельный зенитно-артиллерийский дивизион
- 304-й разведывательный батальон
- 383-й сапёрный батальон
- 605-й отдельный батальон связи
- 378-й медико-санитарный батальон
- 324-й взвод дегазации
- 701-й автотранспортный батальон
- 485-я полевая хлебопекарня
- 659-я полевая почтовая станция
- 531-я полевая касса Госбанка

## Подчинение
| На дату    | Фронт              | Армия                            | Корпус                 |
| ---------- | ------------------ | -------------------------------- | ---------------------- |
| 22.06.1941 | Юго-Западный фронт | -                                | 36-й стрелковый корпус |
| 01.07.1941 | Юго-Западный фронт | 5-я армия                        | -                      |
| 10.07.1941 | Юго-Западный фронт | 6-я армия                        | 36-й стрелковый корпус |
| 01.08.1941 | Юго-Западный фронт | 5-я армия                        | -                      |
| 01.09.1941 | Юго-Западный фронт | 37-я армия, 669 лап в 26-й армии | -                      |

## Командиры
- Чернов Виктор Георгиевич (2 августа — 1 октября 1941), полковник.